# Lawrence G. Roberts
Lawrence Gilman Roberts (Westport, 21 dicembre 1937 – Redwood City, 26 dicembre 2018) è stato un ingegnere statunitense.
Ha ricevuto il Premio Draper nel 2001 "per lo sviluppo di Internet", e il Premio Principe de Asturias nel 2002.
In qualità di program manager e in seguito di direttore dell'ufficio presso l'Advanced Research Projects Agency, Roberts e il suo team hanno creato ARPANET utilizzando tecniche di commutazione di pacchetto inventate dall'informatico britannico Donald Davies e dall'americano Paul Baran.  L'ARPANET, che è stato costruito dalla società Bolt Beranek and Newman (BBN), con sede nel Massachusetts, è stato un predecessore della moderna Internet. Ha chiesto a Leonard Kleinrock di applicare modelli matematici per simulare le prestazioni della rete. Roberts in seguito è stato CEO della rete commerciale a commutazione di pacchetto Telenet.

## Vita e formazione
Roberts, noto come Larry, è nato e cresciuto a Westport, nel Connecticut. Era il figlio di Elizabeth (Gilman) e Elliott John Roberts, entrambi laureati in chimica. Si dice che durante la sua giovinezza abbia costruito una bobina di Tesla, assemblato un televisore e progettato una rete telefonica costruita con transistor per il campo delle ragazze scout dei suoi genitori.
Roberts ha frequentato il Massachusetts Institute of Technology (MIT), dove ha conseguito la laurea (1959), il master (1960) e il dottorato di ricerca (1963), tutti in ingegneria elettrica, tutto in ingegneria elettrica. La tesi del suo dottorato di ricerca "Machine Perception of Three-Dimensional Solids" è considerata una delle opere fondanti del campo della computer vision.

## Carriera

### MIT
Dopo aver conseguito il dottorato, Roberts ha continuato a lavorare al MIT Lincoln Laboratory. Dopo aver letto l'articolo fondamentale del 1961 della "Intergalactic Computer Network" di J. C. R. Licklider, Roberts ha sviluppato un interesse di ricerca sulla condivisione del tempo utilizzando le reti di computer.

### ARPA
Nel 1967, sebbene inizialmente riluttante, fu reclutato da Robert Taylor nell'ufficio delle tecniche di elaborazione delle informazioni dell'ARPA (IPTO) per diventare il responsabile del programma per l'ARPANET. Ha chiesto a Frank Westervelt di esplorare le domande iniziali sulla progettazione di una rete. Roberts ha preparato una proposta secondo cui tutti i computer host si sarebbero collegati l'uno all'altro direttamente. Taylor e Wesley Clark non erano d'accordo con questo progetto e Clark suggerì l'uso di computer dedicati per creare una rete di commutazione dei messaggi, che in seguito fu chiamata Interface Message Processors.
Quell'anno, sui principi del sistema operativo, Roberts presentò il piano basato sulla proposta di cambio di messaggio di Clark. Lì ha incontrato un membro del team di Donald Davies (Roger Scantlebury) che ha presentato la sua ricerca sulla commutazione di pacchetto e ne ha suggerito l'uso in ARPANET. Roberts ha applicato i concetti di Davies di commutazione di pacchetto per ARPANET e ha cercato input da Paul Baran.
Il piano di Roberts per ARPANET era la prima rete a commutazione di pacchetto su vasta area con controllo distribuito, simile al progetto di Donald Davies del 1965. ARPA ha emesso una richiesta di preventivo (RFQ) per costruire il sistema, che è stata assegnata a Bolt, Beranek e Newman (BBN). Il team di BBN IMP ha sviluppato aspetti significativi del funzionamento delle reti, tra cui l'instradamento, il controllo del flusso, la progettazione del software e il controllo della rete. Roberts ha gestito la sua implementazione e ha contrattato con Leonard Kleinrock nel 1968 per eseguire la modellazione matematica delle prestazioni della rete a commutazione di pacchetto. Roberts incaricò Howard Frank di consultarsi sulla progettazione topologica della rete. Frank ha formulato raccomandazioni per aumentare il throughput e ridurre i costi in una rete più estesa.  Quando Robert Taylor fu inviato in Vietnam nel 1969 e poi si dimise, Roberts divenne direttore dell'IPTO.
Nel 1970, propose a Donald Davies di NPL che le due organizzazioni collegassero le loro reti tramite un collegamento satellitare. Questa proposta originale si dimostrò irrealizzabile, ma nel 1971 Peter Kirstein accettò di collegare invece il suo gruppo di ricerca presso l'University College London (UCL), che fu successivamente interconnesso con la rete NPL. Roberts propose nel 1973 che sarebbe stato possibile utilizzare il collegamento a 64 kilobit/secondo di un satellite come mezzo condiviso da più stazioni terrestri satellitari all'interno dell'impronta del raggio. Questo è stato implementato in seguito da Bob Kahn e ha portato a SATNET.
L'algoritmo di hash Purdy Polynomial è stato sviluppato per ARPANET per proteggere le password nel 1971 su richiesta di Roberts.
Roberts ha contattato AT&T nei primi anni '70 per prendere il controllo di ARPANET per offrire un servizio pubblico a commutazione di pacchetto, ma ha rifiutato.

### Telenet
Nel 1973, Roberts lasciò l'ARPA per unirsi allo sforzo di BBN di commercializzare la nascente tecnologia a commutazione di pacchetto sotto forma di Telenet, la prima rete di dati pubblica con licenza FCC negli Stati Uniti. È stato il suo amministratore delegato dal 1973 al 1980. Roberts si è unito allo sforzo internazionale per standardizzare un protocollo per la commutazione di pacchetto basato su circuiti virtuali poco prima che fosse finalizzato. Telenet si è convertito al protocollo X.25, che è stato adottato dai PTT in Nord America ed Europa per le reti di dati pubbliche a metà degli anni '70. Roberts ha promosso questo approccio rispetto all'approccio datagramma in TCP/IP perseguito da ARPA, che ha descritto come "ipervenduto" nel 1978.

### Carriera successiva
Nel 1983 è entrato a far parte di DHL Corporation come Presidente. A quel tempo, aveva previsto che le larghezze di banda sarebbero diminuite grazie alla tecnologia di compressione vocale.
È stato CEO di NetExpress, una società di apparecchiature per la modalità di trasferimento asincrono (ATM), dal 1983 al 1993. Roberts è stato presidente di ATM Systems dal 1993 al 1998. È stato presidente e CTO di Caspian Networks, ma ha lasciato all'inizio del 2004; Caspian ha cessato l'attività alla fine del 2006.
A partire dal 2011, Roberts è stato il fondatore e presidente di Anagran Inc. Anagran continua a lavorare nella stessa area di Caspian: gestione del flusso IP con una migliore qualità del servizio per Internet.
Dal settembre 2012 è stato CEO di Netmax a Redwood City, California.

### Vita privata
Roberts si è sposato e ha divorziato quattro volte. Roberts è morto nella sua casa in California per un attacco di cuore il 26 dicembre 2018.